# Automolis chapini
Automolis chapini là một loài bướm đêm thuộc phân họ Arctiinae, họ Erebidae.